# Хејнс Боро (Аљаска)
Хејнс Боро (енгл. Haines Borough) град је у америчкој савезној држави Аљаска.

## Демографија
По попису из 2010. године број становника је 2.508, што је 116 (4,8%) становника више него 2000. године.
| Група             | 2000.         | 2010.         |
| Белци             | 1.960 (81,9%) | 2.062 (82,2%) |
| Афроамериканци    | 3 (0,1%)      | 10 (0,4%)     |
| Азијати           | 17 (0,7%)     | 14 (0,6%)     |
| Хиспаноамериканци | 33 (1,4%)     | 47 (1,9%)     |
| Укупно            | 2.392         | 2.508         |